# Ephyrodes exprimens
Ephyrodes exprimens är en fjärilsart som beskrevs av Walker 1858. Ephyrodes exprimens ingår i släktet Ephyrodes och familjen nattflyn. Inga underarter finns listade i Catalogue of Life.